# Abbazia di San Floriano
L'abbazia di San Floriano, in tedesco Stift Sankt Florian, è un complesso monastico che sorge a Sankt Florian, presso Linz, in Austria.

## Storia e descrizione
Venne fondata nel 1071 dall'allora vescovo di Passavia, Altmann, e affidata ai canonici agostiniani.
Sorge, secondo la leggenda, sul sito di sepoltura di San Floriano martire, morto nel 304, sotto il regno di Diocleziano. Dal 1686 al 1751 l'edificio venne quasi completamente ricostruito e l'originaria architettura medioevale fu sostituita dal nuovo stile barocco rispettando tuttavia il piano asimmetrico iniziale. I lavori si svolsero inizialmente sotto la direzione del milanese Carlo Antonio Carlone, al quale si deve il progetto originario, e poi di Jakob Prandtauer impegnato nel rifacimento della vicina abbazia di Melk. Solo pochi angoli sono stati risparmiati dalla ristrutturazione: l'altare di San Sebastiano, opera cinquecentesca di Albrecht Altdorfer e l'ala dove nell'Ottocento visse e morì Anton Bruckner, per anni organista dell'abbazia. Nel gennaio del 1941 l'abbazia venne confiscata ai canonici di Sant'Agostino dalle autorità naziste. I monaci espulsi trovano asilo a Pulgarn: vi ritorneranno dopo la fine della guerra.

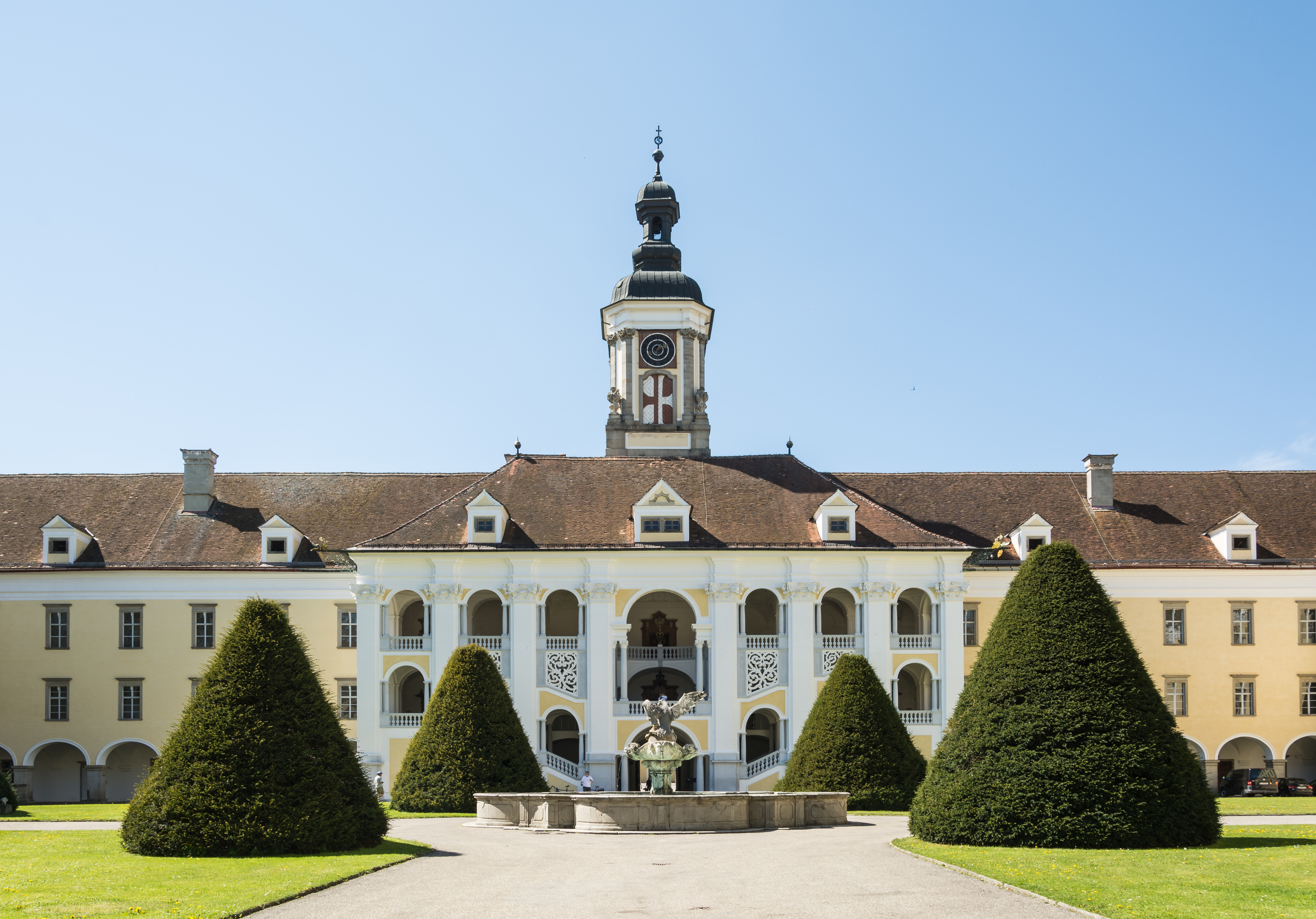
St Florian Cortile abbaziale

Il complesso si presenta con una monumentale e compatta facciata lunga 214 m.
La chiesa, capolavoro di Carlo Antonio Carlone, presenta otto cappelle laterali. A sinistra del coro si trova la cappella dell'ultima cena (con il quadro di Leopold Schulz 1848), e a destra quella della Croce dove si può ammirare lo splendido dipinto di Peter Strudel (1699). Vi è poi la cappella dedicata a San Floriano, quella di San Agostino, quella di Sant'Anna e quella degli Angeli Custodi.
Gli affreschi dell'abbazia, opera dell'artista tedesco Anton Gumpp e del suo allievo Melchior Seindl, sono nello stile del barocco austriaco.
Il pulpito in marmo nero è stato scolpito da Josef Ressler nel 1755.
Il grande organo di Bruckner, con le sue 7343 canne, è tra i più grandi d'Austria, è legato alla memoria del compositore Anton Bruckner che fu a lungo organista dell'abbazia e che qui è sepolto.
Sulla chiesa svettano due torri e una terza sovrasta lo scenografico ingresso del complesso che conduce nel grande cortile abbaziale ornato da una fontana del 1757 e da un pozzo in ferro battuto. Da qui si gode di una vista d'insieme dell'intero edificio: la raffinata ala sud del Prandtauer, l'ala est, stilisticamente meno pura, eretta da Prandtauer su progetto di O. Hayberger (1744-51) e il corpo centrale dell'ala ovest, opera di Carlone e Prandtauer (1708-14), dove si trova lo scalone d'onore a doppia rampa.
Tra gli ambienti dell'edificio centrale spiccano la pinacoteca e la biblioteca che vanta circa 150 000 volumi, di cui due terzi stampati oltre un secolo fa, ed è considerata una delle biblioteche storiche conventuali più importanti d'Austria. Tra i preziosi manoscritti della sua collezione fa bella mostra di sé la bibbia gigante di St. Florian, realizzata probabilmente intorno al 1150.
Sempre nel corpo centrale si trovano la Marmorsaal, il salone delle feste che viene usato ancora oggi per i concerti, la galleria dei ritratti e la sala dove è esposto l'altare del martirio di San Sebastiano, capolavoro di Albrecht Altdorfer. Un lunghissimo corridoio (200 metri) porta ai 16 appartamenti imperiali: stanze stipate di affreschi, dipinti, mobili, stucchi, oggetti d'arte e arazzi di Bruxelles.
L'Altdorfer Galerie custodisce le opere di Albrecht Altdorfer, maestro della scuola del Danubio, attivo sia come pittore che come incisore, architetto e disegnatore per stampa su legno.

## Elenco dei Preposti dal 1382
- Stephan Zainkgraben, in carica 1382–1407
- Jodok I. Pernschlag, in carica 1407–1417
- Kaspar I. Seisenecker, in carica 1417–1436
- Lukas Fridensteiner von Maur, in carica 1436–1459, ricevette nel 1458 da papa Pio II il diritto del Pontificale
- Johann II. Stieger, in carica 1459–1467
- Kaspar II. Vorster, in carica 1467–1481
- Peter II. Sieghartner, in carica 1481–1483
- Leonhard Riesenschmied, in carica 1483–1508
- Peter III. Maurer, in carica 1508–1545, dimissionario
- Florian Muth, in carica 1545–1553
- Siegmund Pfaffenhofer, in carica 1553–1572
- Georg I. Freuter, in carica 1573–1598
- Vitus (Veit) Widmann, in carica 1599–1612, morto il 20 gennaio 1612
- Leopold I. Zehetner, nato il ca. 1581, in carica come preposto 1612–1646, morto il 30 settembre 1646
- Matthias Gotter, in carica come preposto 1646–1666
- David Fuhrmann, nato il 1621 in Straubing, in carica 1667–1689, primo abate lateranense, morto il 6 ottobre 1689 a Linz
- Matthäus I. von Weißenberg, nato il 1644 Steyr, in carica come preposto 1689–1700, morto il 1700 in St. Florian
- Franz Klausius (Clausius) Kröll, in carica come preposto 1700–1716
- Johann III. Födermayr, in carica come preposto 1716–1732
- Johann Georg II. Wiesmayr, nato il 4 aprile 1695, in carica come preposto 1732–1755
- Engelbert II. Hofmann, in carica come preposto 1755–1766
- Matthäus II. Gogl, in carica come preposto 1766–1777
- Leopold II. Trulley, in carica come preposto 1777–1793
- Michael I. Ziegler, nato il 22. Februar 1744, in carica come preposto 1793–1823, morto il 5 maggio 1823 in St. Florian
- Michael II. Arneth, nato il 9 gennaio 1771, in carica come preposto 1823–1854, morto il 24. marzo 1859 in St. Florian
- Friedrich (Theophil) Mayer, nato il 4. Oktober 1793 in Stockheim, in carica come preposto 1854–1858, morto il 29. Dezember 1858 in Rom
- Jodok II. Stülz, nato il 23 febbraio 1799 a Bezau, in carica come preposto 1859–1872
- Ferdinand Moser, nato l'8 novembre 1827 in Gmunden, in carica come preposto 1872–1901, morto il 29 ottobre 1901 in St. Florian
- Josef Sailer, nato il 9 settembre 1839, in carica come preposto 1901–1920, Abate Generale della Congregazione dei Canonici di sant'Agostino d'Austria 1907–1920, morto il 29 gennaio 1920 in St. Florian
- Vinzenz Hartl, nato il 6 dicembre 1872 a Herzogsdorf, in carica come preposto 1920–1944, morto il 10 aprile 1944 in Pulgarn
- Leopold Hager, nato il 1 novembre 1889 a St. Gotthard, in carica come preposto 1944–1968, dimesso nel 1968, morto il 24 febbraio 1972
- Johannes Zauner, nato nel 1913 a Walding, morto il 24 settembre 1977, in carica come preposto 1968–1977
- Wilhelm Neuwirth, nato il 12 marzo 1941, in carica come preposto 1977–2005, 1987–2002, Abate Generale della Congregazione dei Canonici di sant'Agostino d'Austria, emerito
- Johann Holzinger, nato il 12 aprile 1951, in carica come Preposto dal 2005

## Galleria d'immagini

Abbazia di San Floriano - Stift Sankt Florian
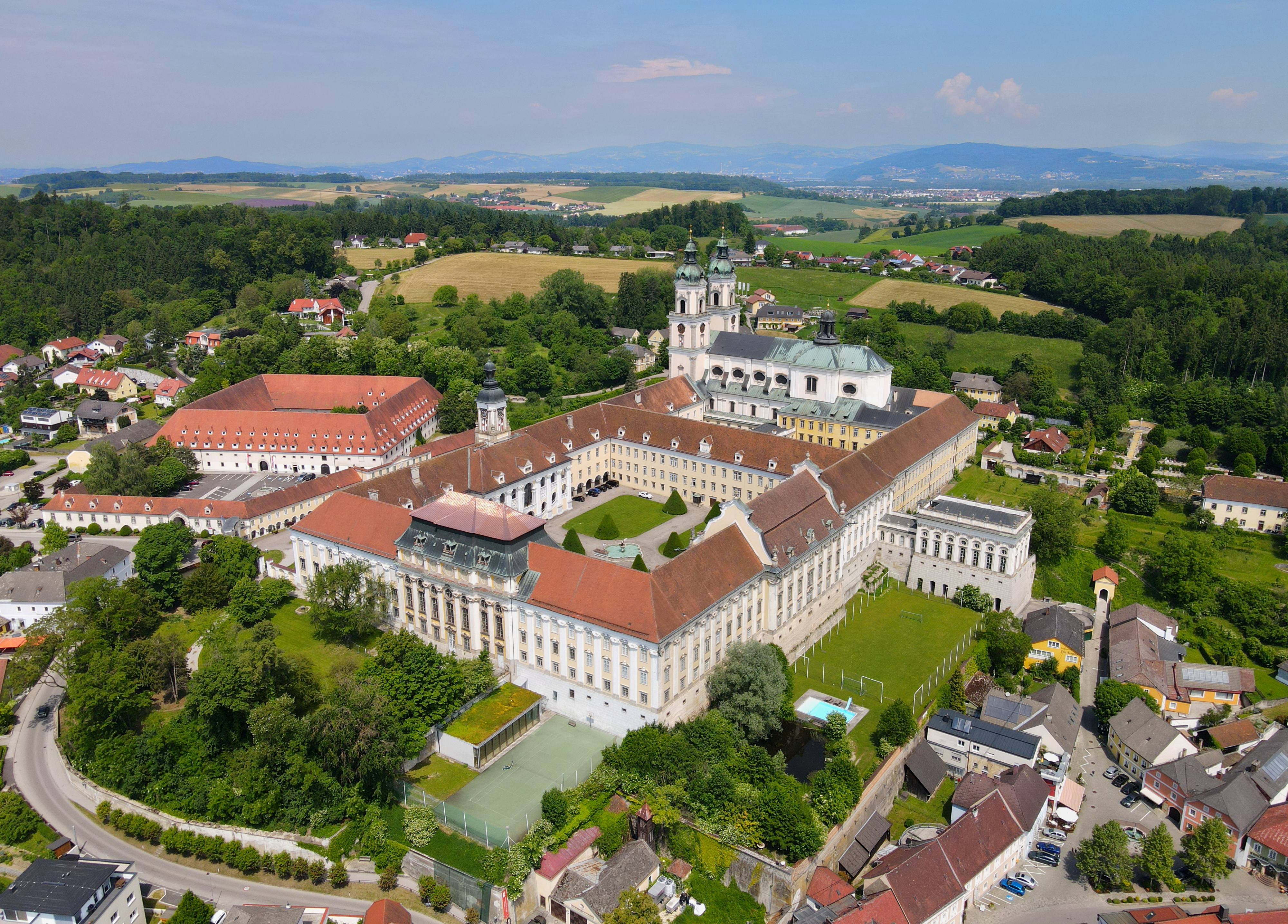
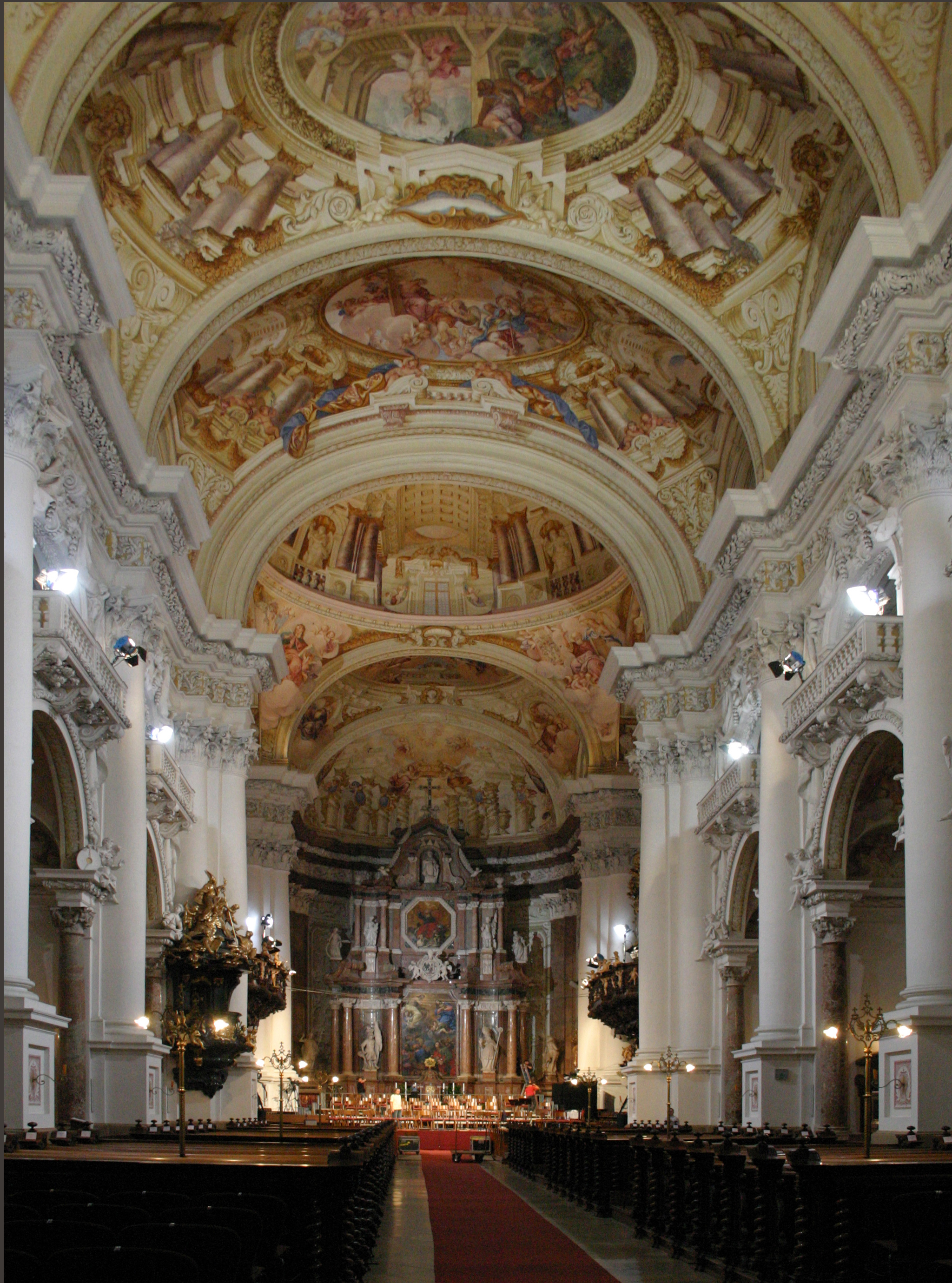
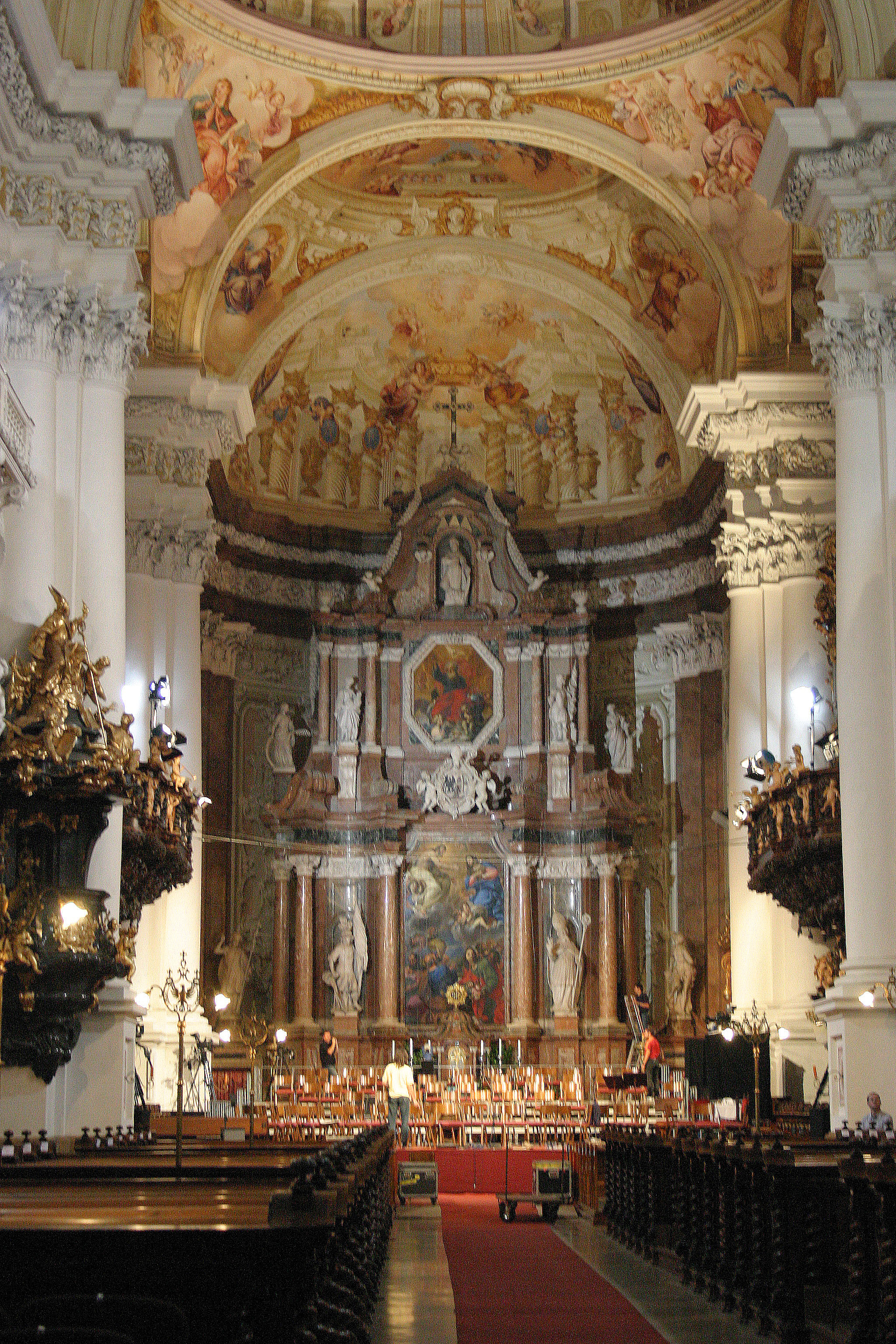
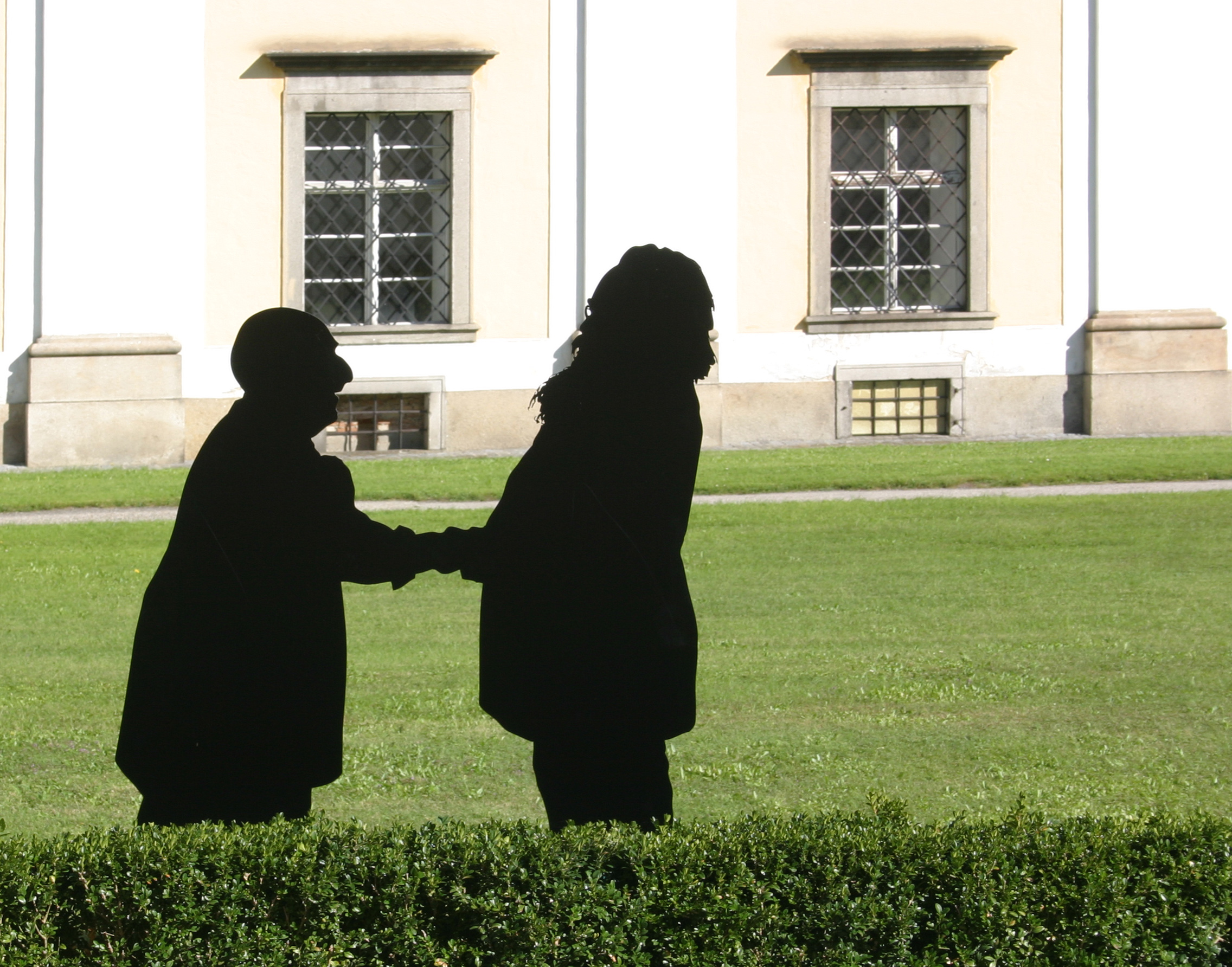
Bruckner e Brahms
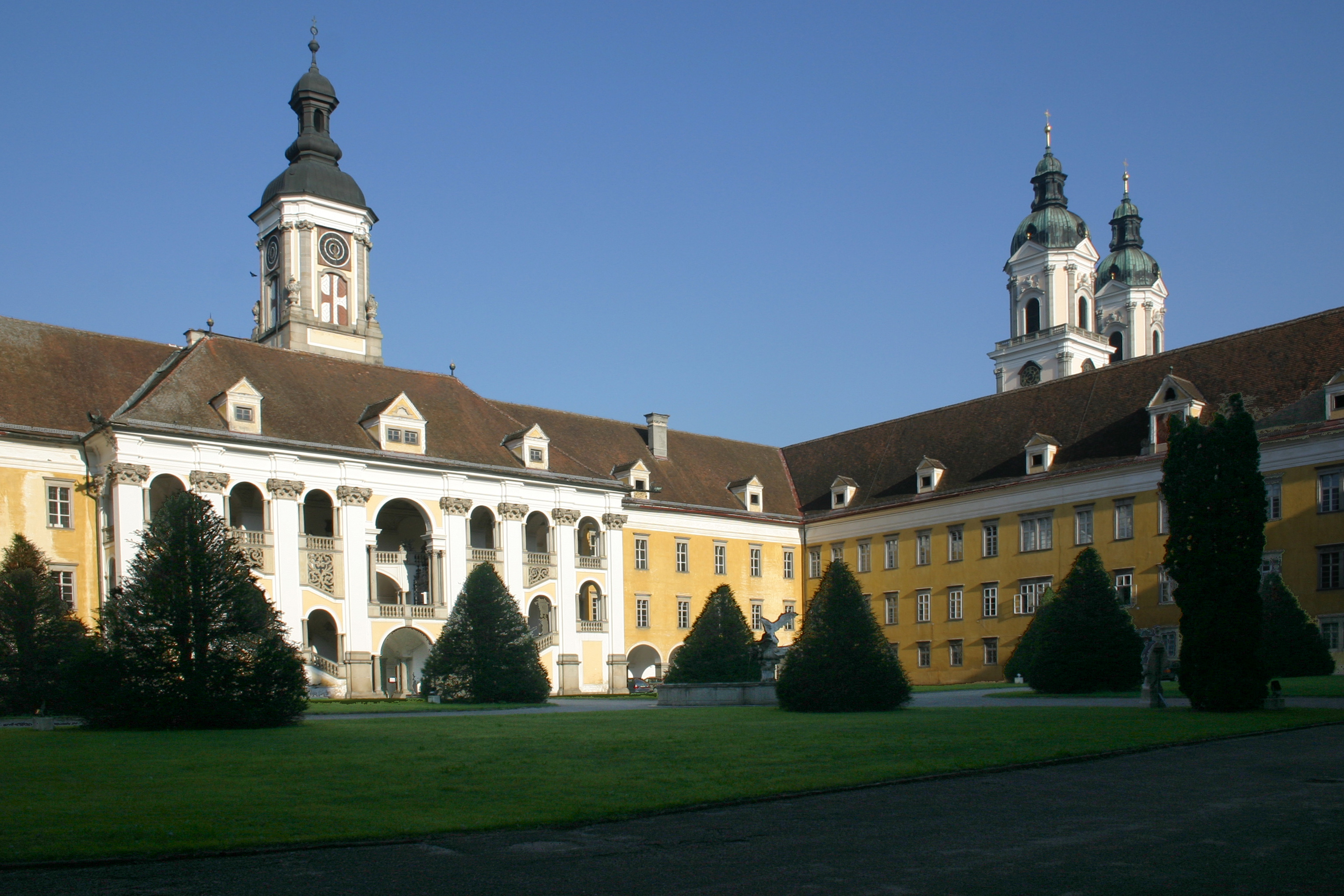
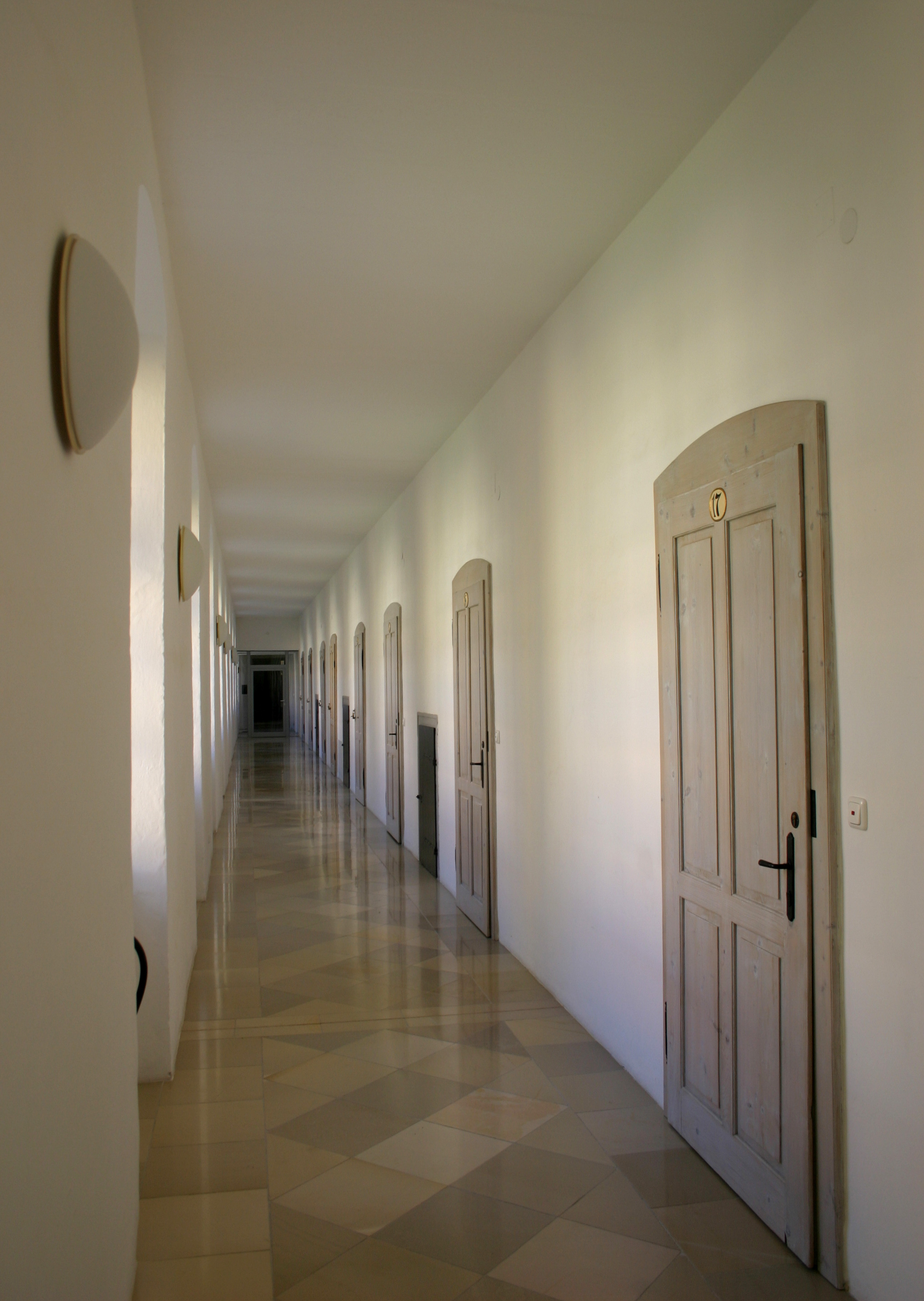
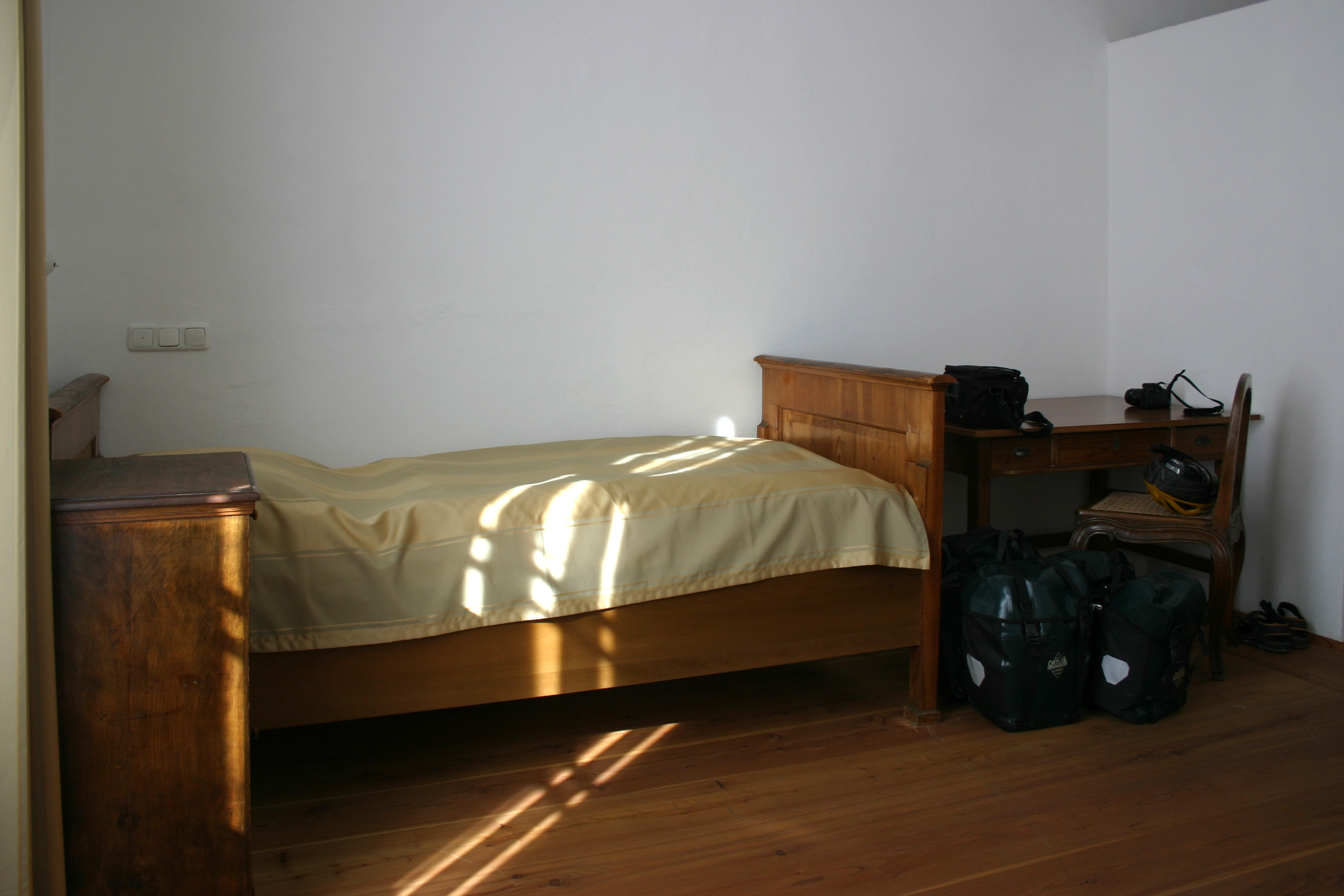